# Calamus filispadix
Calamus filispadix är en enhjärtbladig växtart som beskrevs av Odoardo Beccari. Calamus filispadix ingår i släktet Calamus och familjen Arecaceae. Inga underarter finns listade i Catalogue of Life.